# Christopher I. Byrnes
Christopher Ian Byrnes, né le 28 juin 1949 dans le Bronx, New York  et mort le 7 février 2010 à Stockholm, est un mathématicien américain.

## Biographie
Byrnes étudie les mathématiques au Manhattan College et à l'université du Massachusetts. Il y obtient un Ph. D. sous la direction de Marshall Harvey Stone avec une thèse intitulée : « On the Algebraic Foundations of Differential Geometry ».
Après un poste d'instructeur à l'université de l'Utah (1975-78), il devient assistant puis professeur associé dans la division des sciences appliquées de l'université Harvard (1978-84), avant de rejoindre l'université d'État de l'Arizona en tant que professeur de recherche en ingénierie et en mathématiques (1984-89). En 1989, il rejoint le corps professoral de l'l'université Washington de Saint-Louis en tant que président et professeur au département des sciences et des mathématiques des systèmes, où il est ensuite nommé au poste de professeur sur la chaire « Edward H. et Florence G. Skinner ».

## Publications
Byrnes est, d'après sa notice sur Zentralblatt, auteur de plus de 150 publications, et est notamment coauteur du livre :
Christopher I. Byrnes et Alberto Isidori, Output Regulation of Uncertain Nonlinear Systems, Birkhäuser Boston, 1997 (ISBN 978-1-4612-2020-6 et 1-4612-2020-3, OCLC 853261897, lire en ligne) réédité par Springer Science & Business Media, 2012.

## Distinctions
En 1998, Byrnes est fait docteur honoris causa à l'École royale polytechnique (Suède)  (KTH) et en 2001 il est élu membre étranger de l'Académie royale des sciences de l'ingénieur de Suède. Il est également membre de l'IEEE et, au moment de sa mort, il était professeur invité au KTH.
Byrnes est lauréat du prix Reid en 2005.